# 26 مايو
- السبت
- الأحد
- الاثنين
- الثلاثاء
- الأربعاء
- الخميس
- الجمعة

- 2628 شوال 1446  هـ
- 2729 شوال 1446  هـ
- 2830 شوال 1446  هـ
- 291 ذو القعدة 1446  هـ
- 302 ذو القعدة 1446  هـ
- 13 ذو القعدة 1446  هـ
- 24 ذو القعدة 1446  هـ
- 35 ذو القعدة 1446  هـ
- 46 ذو القعدة 1446  هـ
- 57 ذو القعدة 1446  هـ
- 68 ذو القعدة 1446  هـ
- 79 ذو القعدة 1446  هـ
- 810 ذو القعدة 1446  هـ
- 911 ذو القعدة 1446  هـ
- 1012 ذو القعدة 1446  هـ
- 1113 ذو القعدة 1446  هـ
- 1214 ذو القعدة 1446  هـ
- 1315 ذو القعدة 1446  هـ
- 1416 ذو القعدة 1446  هـ
- 1517 ذو القعدة 1446  هـ
- 1618 ذو القعدة 1446  هـ
- 1719 ذو القعدة 1446  هـ
- 1820 ذو القعدة 1446  هـ
- 1921 ذو القعدة 1446  هـ
- 2022 ذو القعدة 1446  هـ
- 2123 ذو القعدة 1446  هـ
- 2224 ذو القعدة 1446  هـ
- 2325 ذو القعدة 1446  هـ
- 2426 ذو القعدة 1446  هـ
- 2527 ذو القعدة 1446  هـ
- 2628 ذو القعدة 1446  هـ
- 2729 ذو القعدة 1446  هـ
- 281 ذو الحجة 1446  هـ
- 292 ذو الحجة 1446  هـ
- 303 ذو الحجة 1446  هـ
- 314 ذو الحجة 1446  هـ
- 15 ذو الحجة 1446  هـ
- 26 ذو الحجة 1446  هـ
- 37 ذو الحجة 1446  هـ
- 48 ذو الحجة 1446  هـ
- 59 ذو الحجة 1446  هـ
- 610 ذو الحجة 1446  هـ

26 مايو أو 26 أيَّار أو 26 مايس أو 26 نوَّار أو يوم 26 \ 5 (اليوم السادس والعشرون من الشهر الخامس) هو اليوم السادس والأربعون بعد المئة (146) من السنوات البسيطة، أو اليوم السابع والأربعون بعد المئة (147) من السنوات الكبيسة وفقًا للتقويم الميلادي الغربي (الغريغوري). يبقى بعده 219 يوما لانتهاء السنة.

## أحداث
- 752 - بدأ مراسم افتتاح دايبوتسو في تودائي-جي في نارا.
- 1312 - السلطان المغولي محمد خدابنده أولجايتو يقوم بحملة عسكرية للاستيلاء على بلاد الشام.
- 1865 - انتهاء الحرب الأهلية الأمريكية التي اشتعلت بين ولايات الشمال وولايات الجنوب سنة 1861 بانتصار الولايات الشمالية، وأدت هذه الحرب إلى مقتل ما يقرب من نصف مليون أمريكي وإنهاء الرق في الولايات المتحدة.
- 1882 - رئيس وزراء مصر محمود سامي البارودي يستقيل إحتجاجًا على قبول الخديوي توفيق مطالب إنجلترا وفرنسا بإبعاد أحمد عرابي عن مصر.
- 1908 - اكتشاف البترول بكميات وفيرة في إيران.
- 1923 - المملكة المتحدة تقرر أن يكون شرق الأردن دولة متمتعة بالحكم الذاتي يحكمها الأمير عبد الله بن الشريف حسين بن علي تحت اسم إمارة شرق الأردن.
- 1926 - إنشاء لقب النبالة ماركيس الريف لفائدة القائد العسكري الإسباني خوسي سانخورخو.
- 1937 - المملكة المصرية تنضم لعصبة الأمم.
- 1942 - بدء معركة عين الغزالة ضمن أحداث الحرب العالمية الثانية.
- 1954 - كمال الملاخ يكتشف مراكب الشمس بالهرم.
- 1959 - اللجنة الأولمبية الدولية تقر اختيار طوكيو لعقد دورة الألعاب الأولمبية لعام 1964.
- 1961 - إسرائيل تتخلى عن مشروعها تحويل مجرى نهر الأردن وتبدأ ضخ المياه من الجانب الشرقي لبحيرة طبريا.
- 1966 - الإعلان عن استقلال غيانا عن المملكة المتحدة.
- 1970 - نجاح طيران أول طائرة ركاب أسرع من الصوت في الاتحاد السوفيتي.
- 1979 - عودة مدينة العريش إلى السيادة المصرية بموجب اتفاقية كامب ديفيد.
- 1985 -
  - مصرع 40000 شخص في بنغلاديش بسبب إعصار قوي.
  - قصف القوات الجوية العراقية مدناً إيرانية ومناطق تحشد الجيش الإيراني، ردّاً على محاولة اغتيال أمير الكويت 1985.
- 1991 - سقوط طائرة تابعة لخطوط لاودا للطيران النمساوية قرب بانكوك عاصمة تايلاند وأسفرت عن مصرع 223 شخص.
- 1993 - المحكمة العليا في باكستان تعيد نواز شريف للسلطة وتتهم رئيس باكستان بتجاوز سلطاته.
- 2009 - الرئيس الفرنسي نيكولا ساركوزي يفتتح قاعدة عسكرية فرنسية في أبوظبي لتكون أول قاعدة عسكرية فرنسية في منطقة الخليج.
- 2011 - صربيا تعلن عن اعتقال القائد العسكري السابق لصرب البوسنة الجنرال راتكو ملاديتش الذي يلاحقه القضاء الدولي بتهمة ارتكاب جرائم حرب.
- 2015 -
  - موجة حر في الهند تقتل على الأقل 2500 شخص.
  - النوَّاب المدغشقريون يعلنون موافقتهم عبر التصويت على إقالة الرئيس هيري راجاوناريمامبيانينا.
- 2017 - مقتل 28 شخصاً وإصابة 26 آخرين في هجوم مسلح على حافلات تقل أقباطًا بمحافظة المنيا.
- 2018 - تتويج ريال مدريد بلقب دوري أبطال أوروبا 2018 للمرة الثالثة على التوالي والثالثة عشر في تاريخه بفوزه على نادي ليفربول 3–1 في النهائي.
- 2019 -
  - أحزاب يسار ويمين الوسط تتكبَّد خسائر كبيرة في انتخابات البرلمان الأوروبي مُقابل تحقيق الأحزاب الليبراليَّة واليمين المُتطرِّف والإقليميين مكاسب كبيرة.
  - فوز نادي الزمالك المصري ببطولة كأس الكونفيدرالية الأفريقية بعد تغلبه في النهائي على فريق نهضة بركان المغربي.
- 2020 - احتجاجات وأعمال شغب في منيابولس ومناطق أخرى في الولايات المتحدة، إثر حادث مقتل جورج فلويد.
- 2024 - مقاتلات إسرائيلية تقصف خيامًا للنازحين شمال غرب رفح، أدت المجزرة لمقتل 45 شخصًا على الأقل أغلبهم من النساء والأطفال، وجرح عشرات آخرين.

## مواليد
- 1478 - كليمنت السابع، بابا الكنيسة الرومانية الكاثوليكية.
- 1566 - محمد الثالث، السلطان العثماني الثالث عشر.
- 1667 - أبراهام دي موافر، عالم رياضيات فرنسي.
- 1867 - الملكة ماري، زوجة جورج الخامس ملك المملكة المتحدة.
- 1907 -
  - أحمد حسن الباقوري، عالم مسلم مصري.
  - جون وين، ممثل أمريكي.
- 1909 - مات بسبي، لاعب كرة قدم اسكتلندي.
- 1928 - جاك كيفوركيان، طبيب أمريكي.
- 1946 - عزيزة راشد، ممثلة مصرية.
- 1949 -
  - بام غرير، ممثلة أمريكية.
  - وورد كانينغهام، مبرمج أمريكي.
- 1951 - سالي رايد، رائدة فضاء أمريكية.
- 1957 - علاء الأسواني، روائي مصري.
- 1959 - نادين الخوري، ممثلة سورية.
- 1967 -
  - ميكا ياماموتو، صحفية يابانية.
  - هيلينا بونهام كارتر، ممثلة إنجليزية.
  - هيروكي توتشي، ممثل أداء صوتي ياباني.
- 1968 - الأمير فريدريك، ولي عهد الدنمارك.
- 1973 -
  - ميسون عزام، إعلامية فلسطينية.
  - نضال نجم، ممثل أردني.
- 1975 - نيكي أيكوكس، ممثلة أمريكية.
- 1977 - لوكا توني، لاعب كرة قدم إيطالي.
- 1979 - آشلي ماسارو، مصارعة أمريكية.
- 1986 - محمد راكان، لاعب كرة قدم كويتي.

## وفيات
- 950 - أبو جعفر النحاس، أحد أئمة اللغة والتفسير في القرن الرابع الهجري.
- 1172 - يحيى بن سعدون، فقيه ومفسر ومحدث وقارئ ونحوي أندلس.
- 1421 - محمد الأول، سلطان عثماني.
- 1512 - بايزيد الثاني، سلطان عثماني.
- 1693 - محمد بن الحسن الحر العاملي، عالم وفقيه ومرجع ومُحدِّث شيعي لبناني.
- 1863 - عبد الغني آل جميل، فقيه وعالم وخطاط وشاعر وسياسي عراقي.
- 1883 - عبد القادر الجزائري، زعيم المقاومة ضد الاحتلال الفرنسي للجزائر.
- 1906 - كريستوف فريدريش هيغيلماير، فيزيائي وعالم نبات ألماني.
- 1908 - غلام أحمد القادياني، مؤسس الفرقة الأحمدية.
- 1933 - جيمي روجرز، مغني أمريكي.
- 1948 - إميل شاسيناه، عالم مصريات فرنسي.
- 1970 - عبد الخالق الطريس، صحفي وسياسي مغربي.
- 1976 - مارتن هايدغر، فيلسوف ألماني.
- 1989 - دون ريفي، لاعب ومدرب كرة قدم إنجليزي.
- 1996 - حسام مهيب، رائد الرسوم المتحركة والخدع السينمائية والإعلانات، مصري.
- 2006 - عبد العزيز المنصور العرفج، مخرج كويتي.
- 2008 - سيدني بولاك، مخرج ومنتج وممثل أفلام سينمائية أمريكي.
- 2014 - فايزة كمال، ممثلة مصرية.
- 2015 - منقذ العلي، مذيع رياضي سوري.

## أعياد ومناسبات
- اليوم الوطني في جورجيا.
- عيد الأم في بولندا.
- يوم الحزن الوطني في أستراليا.

## وصلات خارجية
- وكالة الأنباء القطريَّة: حدث في مثل هذا اليوم.
- النيويورك تايمز: حدث في مثل هذا اليوم.
- BBC: حدث في مثل هذا اليوم.